# Scelotes gronovii
Scelotes gronovii là một loài thằn lằn trong họ Scincidae. Loài này được Daudin mô tả khoa học đầu tiên năm 1802.